# Seseli coronatum
Seseli coronatum là một loài thực vật có hoa trong họ Hoa tán. Loài này được Ledeb. miêu tả khoa học đầu tiên năm 1829.